# Джафаров, Аббас Мамед оглы
Аббас Мамед оглы Джафаров (азерб. Abbas Məhəmməd oğlu Cəfərov; арм. Աբբաս Մամեդի Ջաֆարով; 1900, Шушинский уезд — 1 мая 1981, Агджабединский район) — советский азербайджанский виноградарь, Герой Социалистического Труда (1950).

## Биография
Родился в 1900 года в селе Вериндери Шушинского уезда Елизаветпольской губернии (ныне не существует).
С 1935 года рабочий, звеньевой Мартунинского виноградарского совхоза Нагорно-Карабахской АО. В 1949 году получил урожай винограда 171,4 центнера с гектара на площади 3,4 гектара.
С 1962 года пенсионер союзного значения.
Указом Президиума Верховного Совета СССР от 4 сентября 1950 года за получение высоких урожаев винограда на поливных виноградниках в 1949 году Джафарову Аббасу Мамед оглы присвоено звание Героя Социалистического Труда с вручением ордена Ленина и золотой медали «Серп и Молот».
Скончался 1 мая 1981 года в городе Агджабеди Агджабединского района.